# Avenida Central (San José)
La Avenida Central (0) Rogelio Fernández Güell (comúnmente conocida como Avenida Central) es la vía basal y más antigua de la ciudad de San José, Costa Rica. Consolidada como una de las arterias de mayor relevancia en la urbe; su recorrido más céntrico —formado por 12 cuadras— es un estratégico bulevar de tránsito peatonal cruzado anualmente por más de 3 millones de personas, y su tramo occidental llamado Paseo Colón, constituye la senda más importante hacia el sector de Mata Redonda y La Sabana.
Desde sus inicios se ha configurado como un núcleo para la vida diaria josefina, atravesando la ciudad de este a oeste, por lo que se le considera una vía icónica en el imaginario colectivo de San José. Fue bautizada en honor a Rogelio Fernández, destacado opositor a la dictadura de Federico Tinoco y cuyo martirio sirvió para derrocar dicho gobierno autoritario.

## Historia

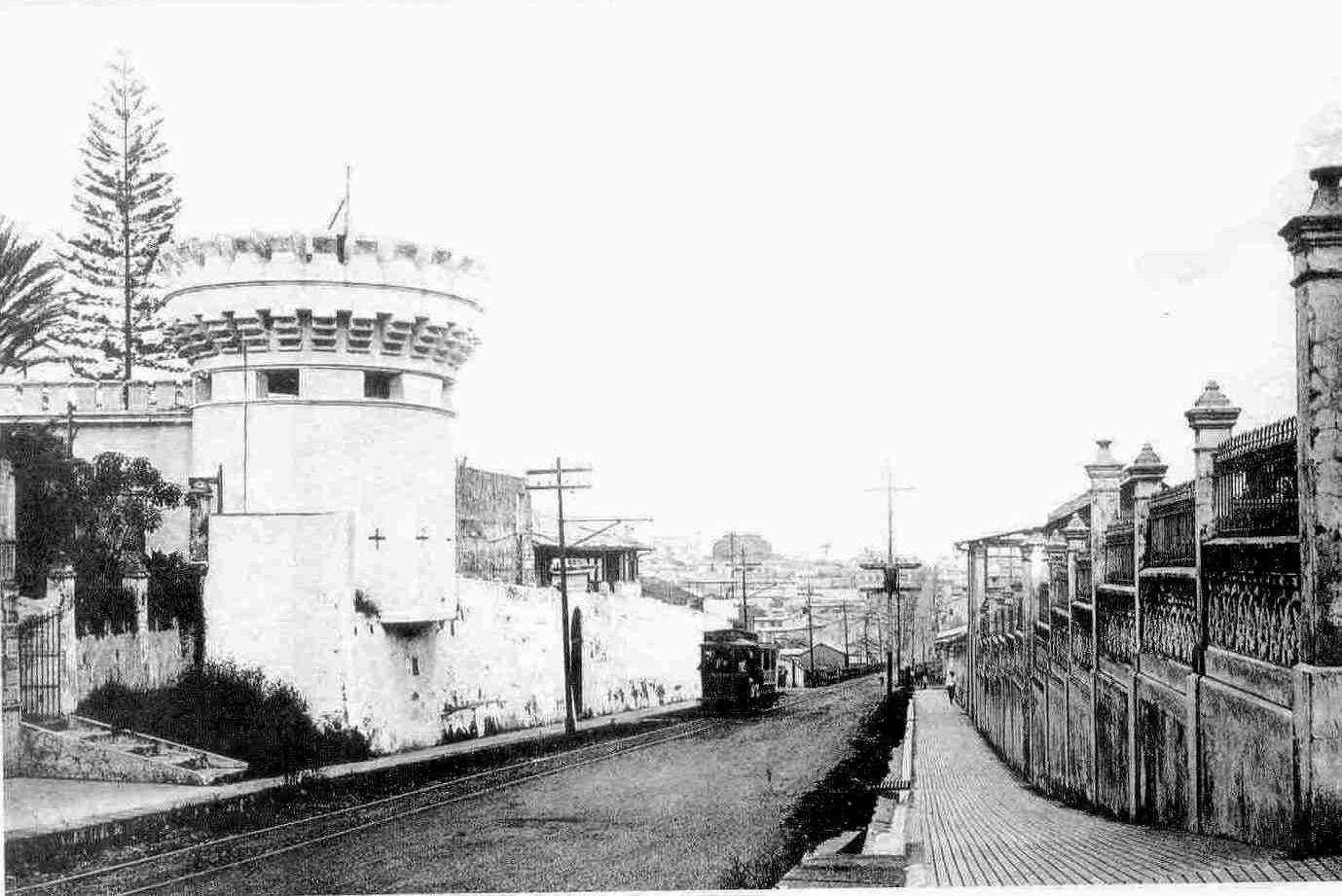
La Avenida Central desde Cuesta de Moras a inicios del, en la foto se aprecian el Cuartel Bellavista y el tranvía.

En un inicio conocida como Calle Real, la Avenida Central es la vía más antigua de la ciudad de San José. Nació cuando la urbe se llamaba Villa Nueva de la Boca del Monte y ha evolucionado con ella a lo largo de toda su historia como un eje de conectividad urbano e histórico. Ya desde la primera mitad del siglo XIX figuraba como un nudo para la movilización y la vivienda, congregando incluso la poca actividad económica que había en la ciudad.
Pero no es hasta el ascenso y consolidación de San José como capital de la República, junto con el gran auge económico de finales del siglo XIX, que su trazo se hace definitivo y la ruta se posiciona como una senda comercial clave para todo el país, hasta el punto de ser conocida como la Calle del Comercio. Ya para la década de 1880 y sus postrimerías, cuando se estableció el Mercado Central en su intersección con calles 6 y 8, se encontraban en la Avenida Central toda clase de comercios y servicios, las principales tiendas e importantes edificios como el Palacio Nacional, que además se combinaron con una masiva inmigración y dieron origen a un floreciente comercio josefino que aún perdura. Asimismo, a inicios de los años 1890 la primera ruta del tranvía desde La Sabana hasta la Estación del Atlántico hace su recorrido en medio de la avenida, dándole aún más preponderancia urbana.
Posteriormente, en la década de los 50 cuando el tranvía es desmantelado, la Avenida Central se convierte en una arteria vehicular en sentido este-oeste y viceversa. Esto genera un incremento en el comercio y además la consolida como una de las principales vías en la ciudad. Pero, no es hasta 1994 cuando inicia el proceso de recuperación pública, que esta arteria toma su actual aspecto y papel icónico: como un bulevar de paso peatonal, que permite la libre movilización de los transeúntes a través de doce cuadras por el centro de la ciudad y da acceso a una avasalladora gama de comercios, servicios y atractivos culturales.

## Importancia

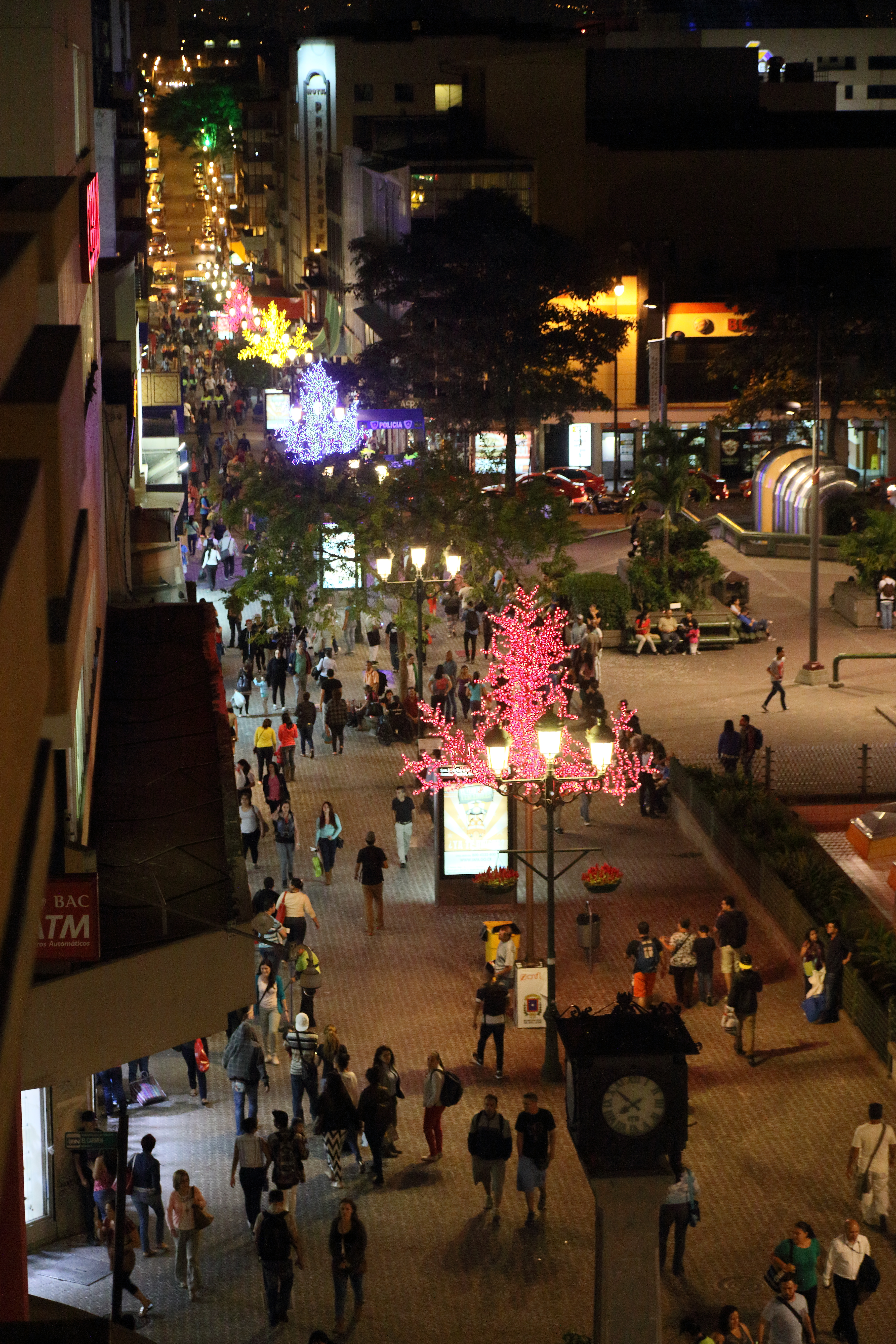
Vista nocturna del bulevar a la altura de la Plaza de la Cultura.

Al ser la arteria más antigua de San José la Avenida Central es también una de las vías más importantes de la ciudad, pues junto con la Avenida Segunda constituye el eje central en la economía, cultura y comercio josefinos.

### Economía
Desde su nacimiento en la Avenida Central converge todo el comercio josefino, situación consolidada a finales del siglo XIX cuando se desarrolló un fuerte auge económico en San José de la mano a la bonanza cafetalera y la inmigración masiva. De este modo, durante los dos siglos anteriores se asentaron en dicha ruta establecimientos como el Mercado Central, así como la tienda Gloria, el bazar San José, la fábrica Gallito, la librería Lehmann, el almacén Knöhr, la librería Española, el banco Anglocostarricense y muchos otros negocios en las calles aledañas a la avenida. Posteriormente se construyen en su senda el Gran Hotel Costa Rica, el Hotel Balmoral y el Hotel Presidente.
Aún en la actualidad la Avenida Central sigue siendo uno de los nodos económicos de mayor relevancia de toda Costa Rica, con más de 220 establecimientos comerciales, especialmente tiendas de ropa, zapaterías, restaurantes, cafeterías, joyerías y farmacias. Asimismo, en ella se ubican las sedes del Banco Central y el Banco de Costa Rica.

### Cultura
La Avenida Central es un elemento complementario fundamental para icónicos espacios urbano-culturales como la Plaza de la Cultura, vestíbulo del Teatro Nacional y la Plaza de la Democracia, vestíbulo del Cuartel Bellavista. Igualmente, esta arteria sirve como único eje conectivo para muchas de las principales instituciones museísticas josefinas, desde el Museo de Arte Costarricense en La Sabana, mediante el Paseo Colón, hasta el Museo del Oro en los bajos de la Plaza de la Cultura y los museos Nacional y del Jade en la Plaza de la Democracia.
Paralelamente, su calzada se presta para realizar actividades tradicionales en la idiosincrasia de San José como el Avenidazo, conjunto de conciertos y festividades culturales navideñas, el Cow Parade y diversas manifestaciones artísticas populares.

### Política
Durante el siglo XIX y gran parte del siglo XX el Palacio Nacional de Costa Rica, sede del Gobierno, estuvo ubicado en la Avenida Central en donde hoy se encuentra el BCCR. Esto también convertía dicha arteria en el centro de vida política más importante del país. Actualmente, en la Cuesta de Moras se localiza la Asamblea Legislativa de la Nación así como el Ministerio de Educación Pública en los edificios Rofas y Raventós, el despacho centroamericano de la UNESCO y varias embajadas.

## Galería

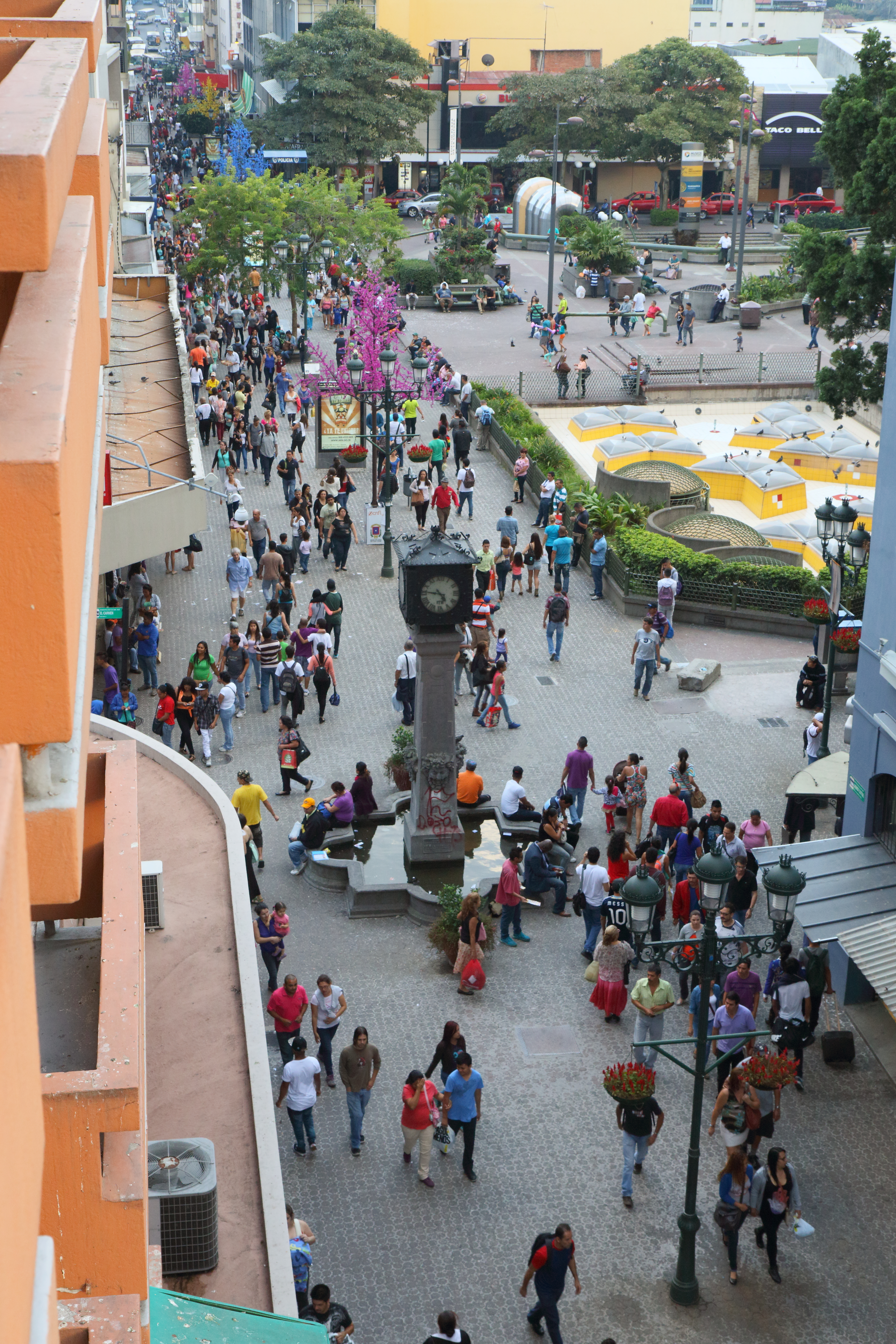
Intersección con la calle 3 en las inmediaciones de la Plaza de la Cultura.
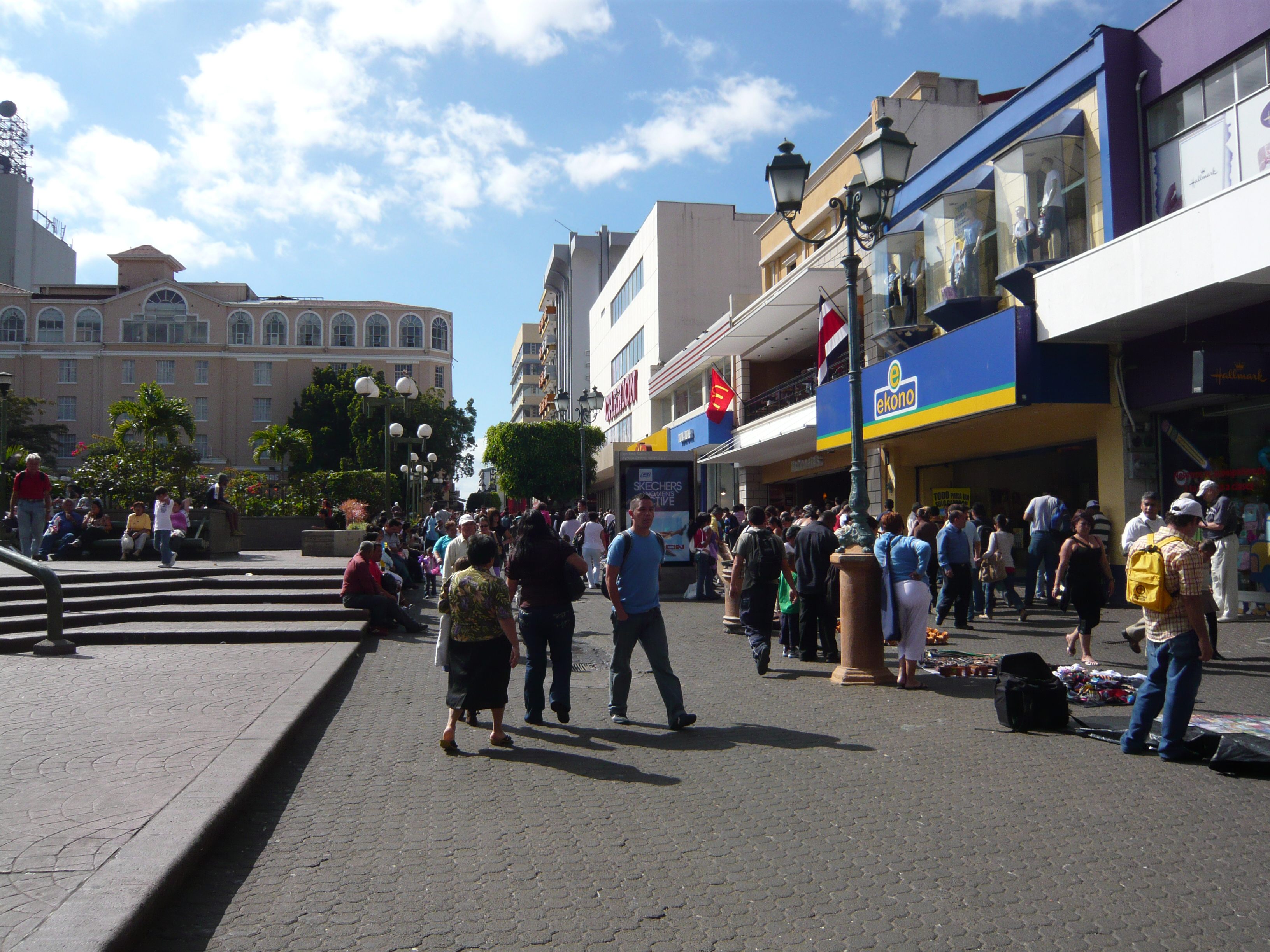
Bulevar hacia el oeste, entre las calles 3 y 5.
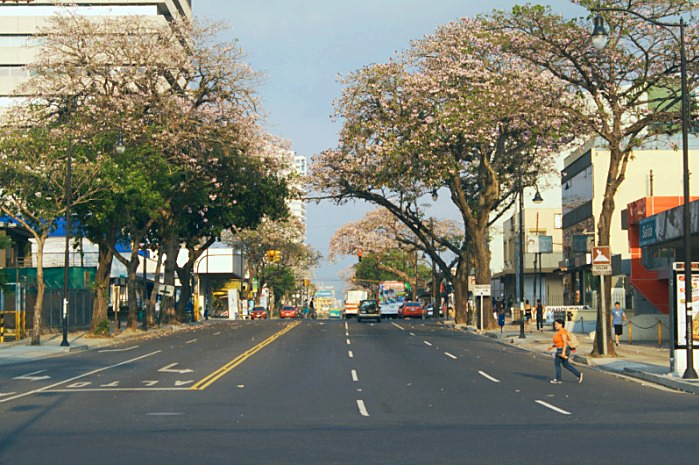
El Paseo Colón en dirección oriental.
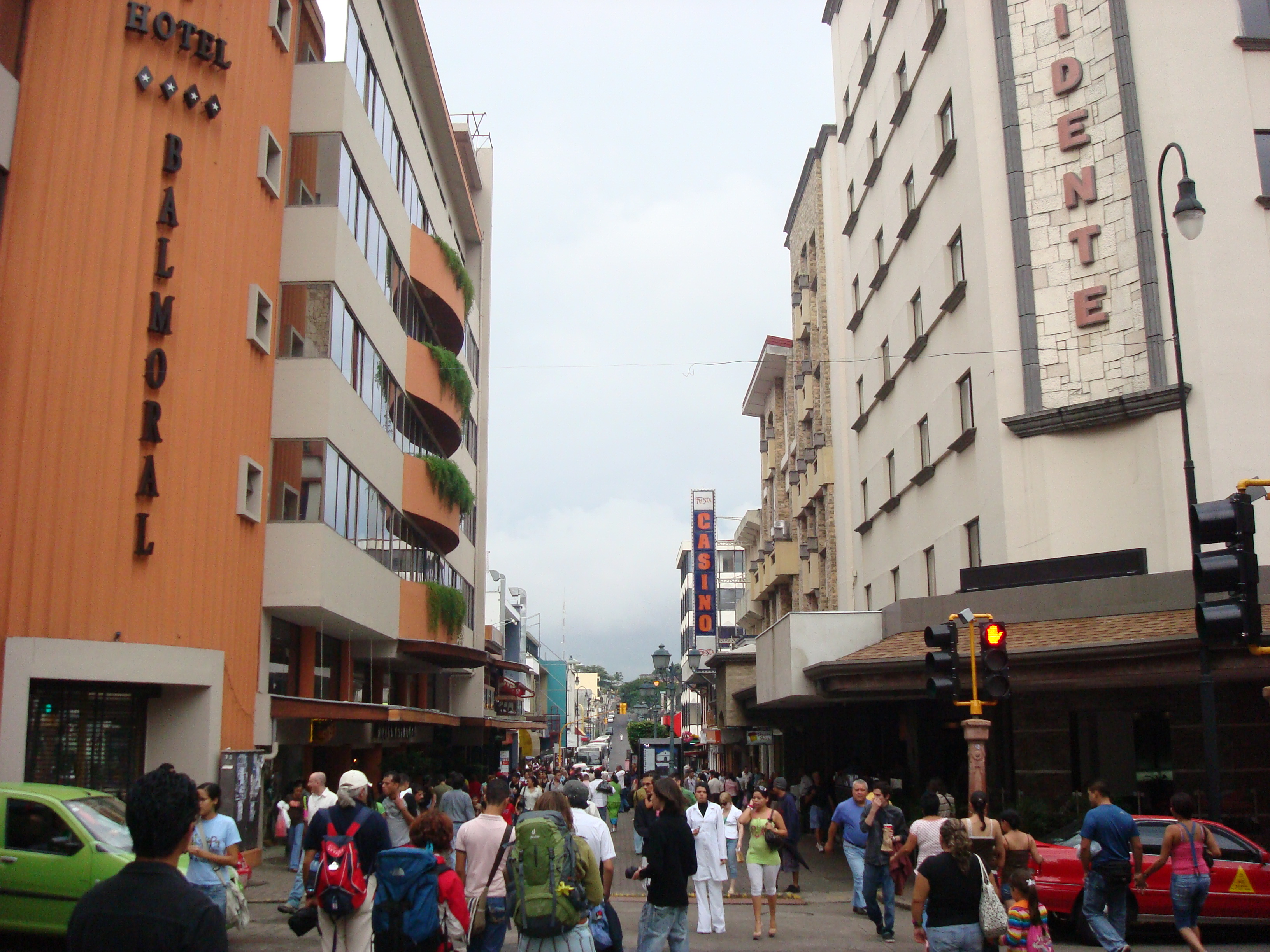
Intersección con la calle 5 entre los hoteles Balmoral y Presidente.
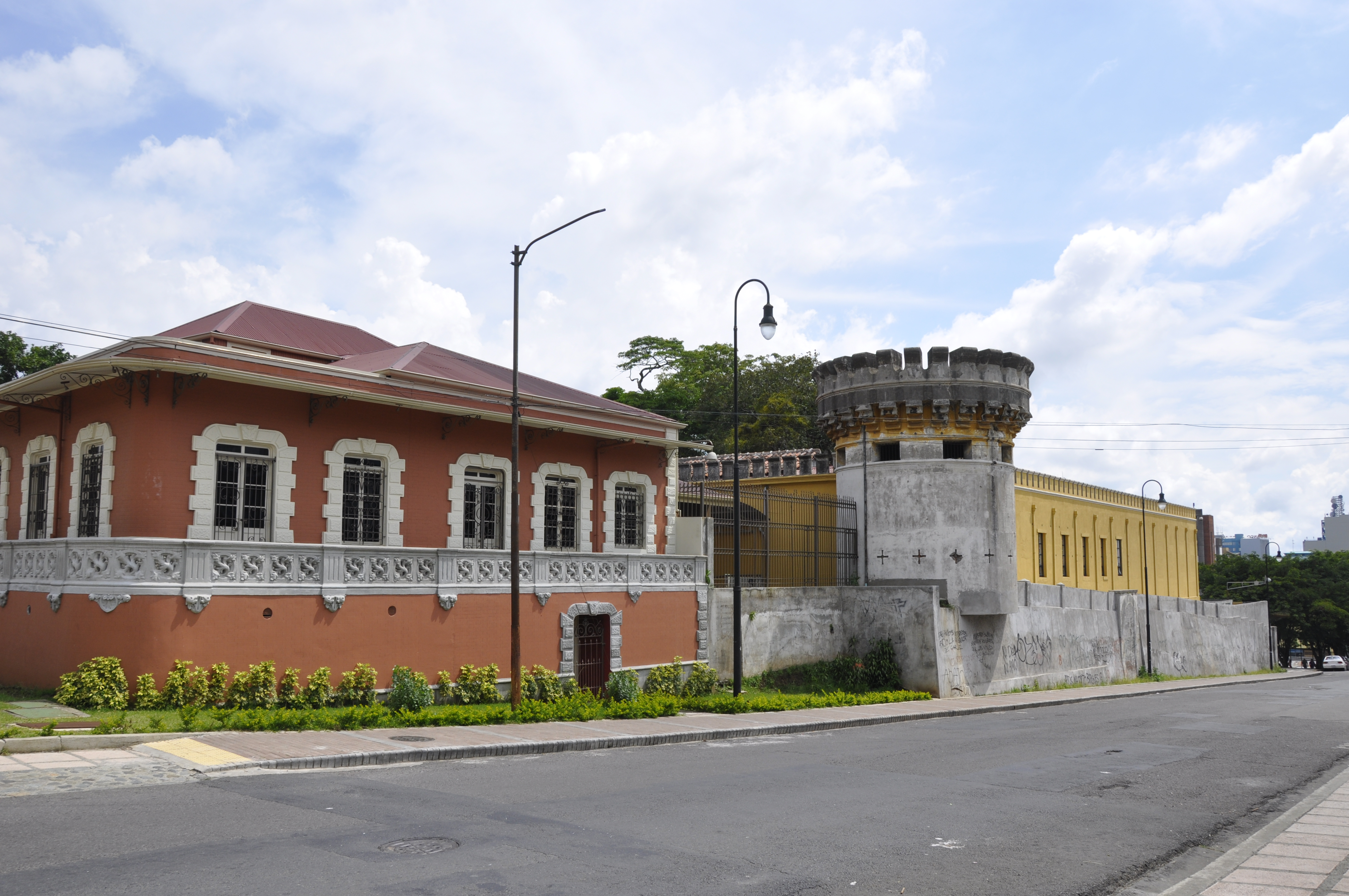
Cuesta de Moras con el Cuartel Bellavista y la Casa de los Comandantes de fondo.
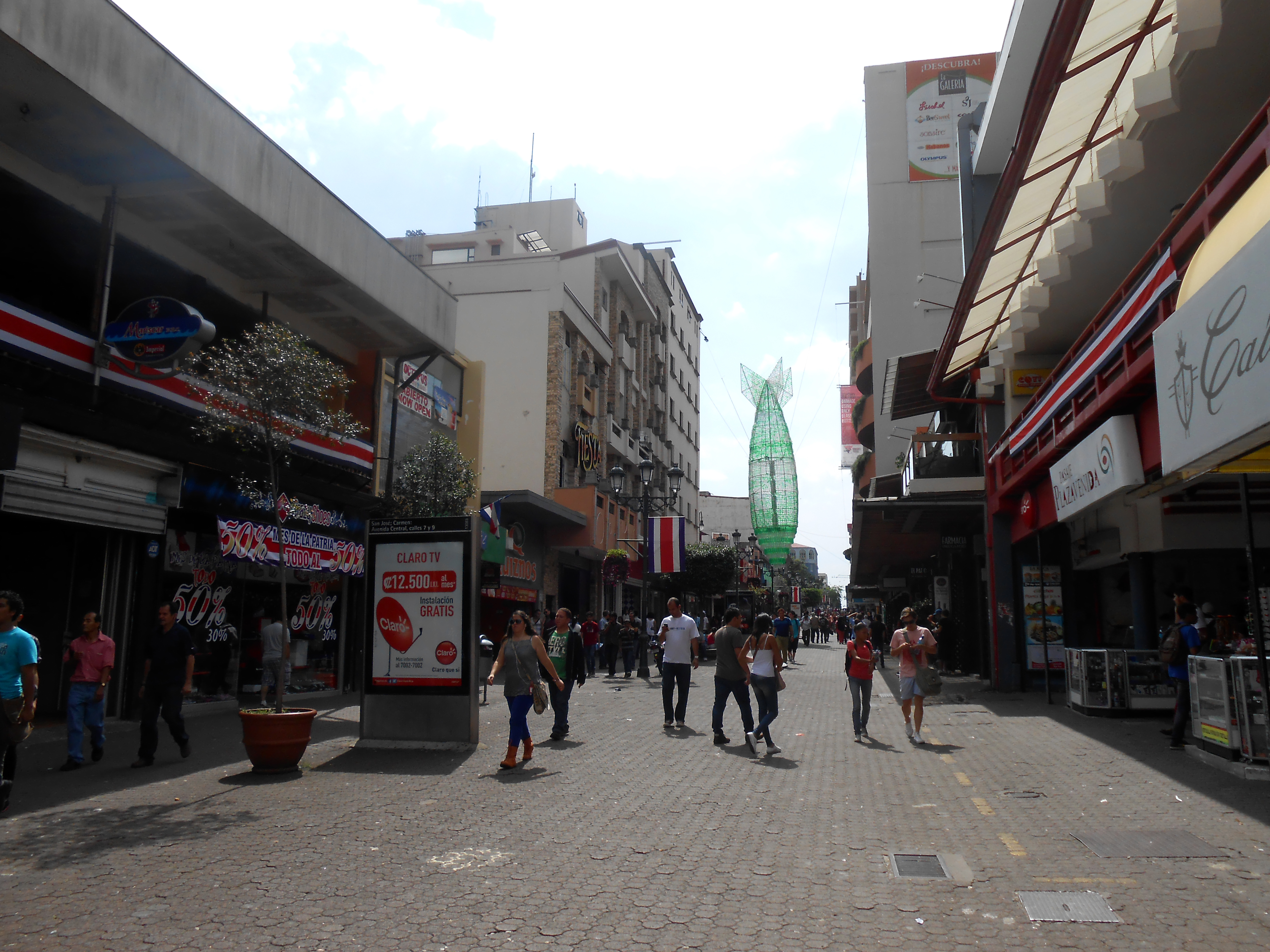
Paso peatonal de la avenida entre las calles 5 y 7.
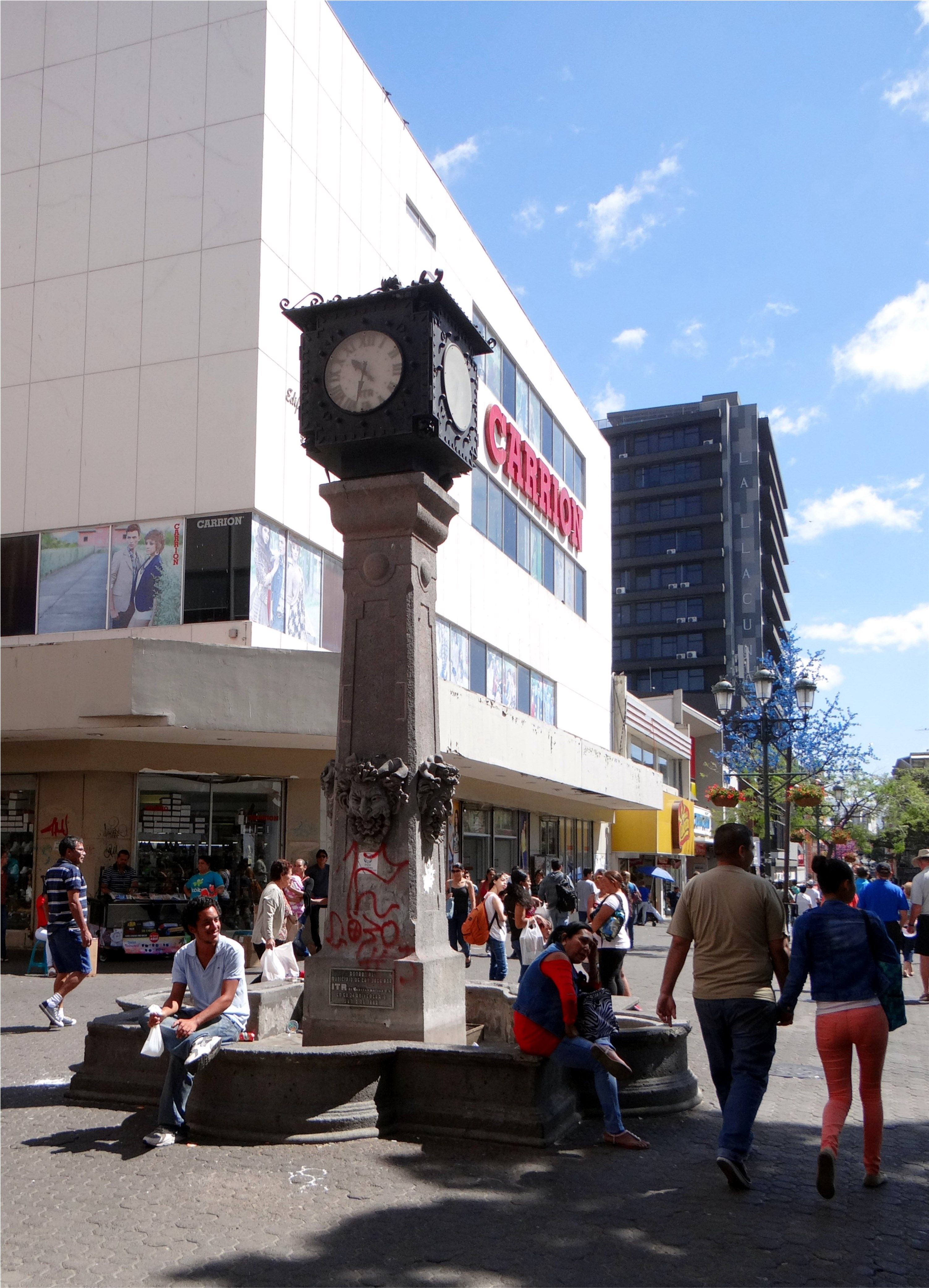
Reloj y fuente en la intersección con calle 3.